# Francesc de Cortada i Sallés
Francesc de Cortada i Sallés   (segle XVII - segle XVIII) fou un militar austriacista català, germà dels també mlitars Joan Baptista i Domènec de Cortada i Sallés.

## Biografia
Era ciutadà honrat de Barcelona, i participà en la Guerra de Successió Espanyola en els combats de Manresa i Barcelona i en la presa de Montjuïc de 1706. Ascendí a sergent major i lluità a la plana de Vic i a l'Empordà. El 1713 fou nomenat coronel pel govern provisional català però, en ser contrari a la continuació de la guerra, renuncià al nomenament i s'exilià a l'arxiducat d'Àustria. En acabar la guerra li foren confiscats tots els seus béns.